# Sydney Motorsport Park
O Sydney Motorsport Park (antigo Eastern Creek International Raceway) é um circuito da Austrália localizado em Eastern Creek (subúrbio de Sydney), na Austrália. O circuito tem 3.930 m. Recebeu a etapa australiana da A1 Grand Prix e também a MotoGP de 1991 a 1996.